# Hericium
Hericium es un género de hongos basidiomicetos de la familia Hericiaceae, que se distribuye en bosques caducifolios y alpinos de América, Asia y Europa. Crecen en troncos de árboles viejos y lugares sombreados.
Los cuerpos fructíferos típicamente tienen tallos cortos y están unidos lateralmente al árbol huésped. Los especímenes maduros se identifican fácilmente por las espinas caídas que cuelgan; las espinas pueden estar dispuestas en grupos, generalmente en filas. La identificación positiva de especímenes inmaduros puede ser más difícil ya que a menudo comienzan como un grupo único y van desarrollando sus ramas a medida que envejecen. No tienen tapas y contienen esporas amiloides espinosas y numerosas hifas globulares llenas de gotas de aceite. Las esporas son esféricas a elipsoides, lisas o cubiertas de verrugas muy finas. La reproducción es sexual. El nombre del género proviene del latín que significa erizo.

## Especies
Se han descrito las siguientes especies:
- Hericium abietis
- Hericium alpestre
- Hericium americanum
- Hericium bharengense
- Hericium botryoides
- Hericium caput-medusae
- Hericium cirrhatum
- Hericium clathroides
- Hericium coralloides
- Hericium echinus
- Hericium erinaceus
- Hericium grande
- Hericium hystrix
- Hericium rajchenbergii
- Hericium ramosum
- Hericium unguiculatum
- Hericium yumthangense